# جو پین
جوزف "جو" پین (به انگلیسی: Joseph "Joe" Payne) (زاده ۱۷ ژانویه ۱۹۱۴ - درگذشته ) بازیکن فوتبال اهل کشور انگلستان بود که سابقهٔ بازی در تیم ملی فوتبال انگلستان را در کارنامهٔ خود دارد. وی در تاریخ ۲۰ مه ۱۹۳۷ تنها بازی ملی خود را در مقابل تیم ملی فوتبال فنلاند انجام داد.
این بازیکن توانسته در این بازی ملی، ۲ گل به ثمر برساند.